# Février 2007 en sport
Cette page concerne l'actualité sportive du mois de février 2007.

## Jeudi1erfévrier
- Handball, demi-finales du championnat du monde :
  -  Pologne 36-33 (a.p.)  Danemark ;
  -  Allemagne 32-31 (a.p.)  France ; Devant plus de 19 000 supporters allemands massés dans la Kölnarena, l'Allemagne décroche son ticket pour la finale mondiale programmée dimanche. Il a fallu joué deux prolongations pour départager les deux formations. Un but français signé par Michaël Guigou à quelques secondes de la fin a étrangement été annulé par les arbitres.

## Vendredi2 février
- Cyclisme : le Belge Wilfried Cretskens remporte le Tour du Qatar devant son compatriote Tom Boonen et le Néerlandais Steven de Jongh. Le sprinter Tom Boonen a remporté quatre des cinq étapes individuelles de l'épreuve.
- Football : émeutes à l'occasion d'un match du championnat d'Italie de Serie A entre Catane et Palerme. Le match a été interrompu à la 58e minute tandis qu'un mort et un blessé grave sont recensés parmi les forces de l'ordre. Tous les matchs de football prévus ce week-end en Italie ont été annulés ainsi que le prochain match international amical Italie-Roumanie programmé mercredi. Yahoo - AP

## Samedi3 février
- Biathlon, Championnats du monde :
  - Sprint 10 km hommes : le Norvégien Ole Einar Bjoerndalen enlève le titre mondial.
  - Sprint 7,5 km femmes : la jeune allemande Magdalena Neuner remporte le titre mondial alors qu'elle est encore junior.
- Rugby à XV, première journée du Tournoi des Six Nations :
  -  Italie 3-39  France;
  -  Angleterre 42-20  Écosse.

## Dimanche4 février
- Biathlon, Championnats du monde :
  - Poursuite 12,5 km hommes : le Norvégien Ole Einar Bjoerndalen remporte son deuxième titre mondial en deux jours.
  - Poursuite 10 km femmes : à l'image de Bjoerndalen chez les garçons, l'Allemande Magdalena Neuner gagne l'or pour la deuxième fois en 24 heures.
- Football américain, Super Bowl XLI NFL, à Miami :
  - Bears de Chicago 17 - 29 Colts d'Indianapolis, le quaterback des Colts, Peyton Manning a été élu meilleur joueur du match.
- Handball : Championnat du monde :
  - finale :  Allemagne 29-24  Pologne;
  - match pour la troisième place :  Danemark 34-27  France
- Rugby à XV, première journée du Tournoi des Six Nations :
  -  Pays de Galles 9-19  Irlande.

## Mardi6 février
- Biathlon, Championnats du monde : individuel 20 km hommes : le Français Raphaël Poirée remporte son septième titre mondial en signant un sans faute au tir. À l'issue de cette épreuve, Poirée annonce qu'il mettra un terme à sa carrière à la fin de la saison.
- Ski alpin, Championnats du monde : coup d'envoi des compétitions à Åre (Suède) avec trois jours de retard en raison des mauvaise conditions météorologiques.
  - Super G masculin : l'Italien Patrick Staudacher enlève le titre mondial devant l'Autrichien Fritz Strobl et le Suisse Bruno Kernen.
  - Super G féminin : la Suédoise Anja Pärson s'impose à domicile devant l'Américaine Lindsey Kildow et l'Autrichienne Renate Götschl.

## Mercredi7 février
- Baseball : les Dominicains d'Águilas Cibaeñas remportent la Série des Caraïbes.
- Biathlon, Championnats du monde, individuel 15 km femmes : la Norvégienne Linda Grubben est sacrée championne du monde devant la Française Florence Baverel-Robert et l'Allemande Martina Glagow.

## Jeudi8 février
- Biathlon, relais mixte des Championnats du monde : la Suède s'impose devant la France et la Norvège.
- Patinage artistique, Championnats des quatre continents : Xue Shen/Hongbo Zhao (Chine) ont remporté un troisième titre en couple, devant Qing Pang/Jian Tong (Chine) et Rena Inoue/John Baldwin (États-Unis).
- Ski alpin, Championnats du monde : Super combiné masculin. Le Suisse Daniel Albrecht remporte le titre mondial du combiné devant l'Autrichien Benjamin Raich et le Suisse Marc Berthod.

## Vendredi9 février
- Patinage artistique, Championnats des quatre continents :
  - Danse sur glace : Marie-France Dubreuil/Patrice Lauzon (Canada) ont remporté un premier titre en danse, devant Tanith Belbin/Benjamin Agosto (États-Unis) et Tessa Virtue/Scott Moir (Canada).
  - Hommes : Evan Lysacek (États-Unis) a remporté un deuxième titre, devant Jeffrey Buttle (Canada) et Jeremy Abbott (États-Unis).
- Rugby à XIII, Super League : début de la saison 2007 avec deux matchs St Helens RFC s'incline 6-14 à domicile face à Harlequins Rugby League tandis que Wigan Warriors perd également à domicile (10-16) contre Warrington Wolves.
- Ski alpin, Championnats du monde : Super combiné féminin. La Suédoise Anja Pärson remporte le titre mondial du combiné devant l'Américaine Julia Mancuso et l'Autrichienne Marlies Schild.

## Samedi10 février
- Biathlon, Championnats du monde :
  - Relais masculin. La Russie s'impose devant la Norvège et l'Allemagne. C'est le premier titre pour les Russes lors de ce mondial.
  - Départ en ligne féminin. Triplé allemand avec le titre pour Andrea Henkel devant Martina Glagow et Kati Wilhelm.
- Patinage artistique, Championnats des quatre continents : Kimmie Meissner (États-Unis) a remporté un premier titre, devant Emily Hughes (États-Unis) et Joannie Rochette (Canada).
- Rugby à XV, deuxième journée du Tournoi des six nations :
  -  Angleterre 20 - 7  Italie;
  -  Écosse 21 - 9  Pays de Galles.

## Dimanche11 février
- Automobile, Rallye, Championnat du monde des rallyes : le Finlandais Marcus Grönholm remporte pour la cinquième fois de sa carrière le rallye de Suède, il devance son principal rival pour le titre, le Français Sébastien Loeb, et son coéquipier Mikko Hirvonen.
- Basket-ball, Semaine des As : la Chorale Roanne Basket s'impose 87-82 en finale face à Le Mans Sarthe Basket.
- Biathlon, Championnats du monde :
  - Relais féminin : l'Allemagne s'impose devant la France et la Norvège.
  - Départ en ligne masculin : l'Allemand Michael Greis remporte le dernier titre de ces championnats devant son compatriote Andreas Birnbacher et le Français Raphaël Poirée. L'Allemagne termine largement en tête du tableau des médailles.
- Moto, Enduro du Touquet : le Français Arnaud Demeester (Yamaha) s'impose sur les dunes du Touquet pour la sixième fois.
- Rugby à XV, deuxième journée du Tournoi des six nations :
  -  Irlande 17-20  France;
- Ski alpin, Championnats du monde :
  - Descente masculine : le Norvégien Aksel Lund Svindal enlève le titre mondial de descente devant la Canadien Jan Hudec et le Suédois Patrik Järbyn.
  - Descente féminine : la Suédoise Anja Pärson est sacrée championne du monde de descente. Pärson remporte son troisième titre à l'occasion de ces championnats et compte désormais à son palmarès des titres mondiaux dans les quatre disciplines alpines. L'américaine Lindsey Kildow et l'Autrichienne Nicole Hosp complètent le podium.
- Sport hippique: Kool du Caux drivé par Franck Nivard remporte le Prix de France, tout en battant le record de la piste de l'hippodrome de Vincennes en 1 min 09 s 8.
- Tennis, huitièmes de finale de la Coupe Davis :
  - Chili 2 - 3 Russie;
  - France 4 - 1 Roumanie;
  - Allemagne 3 - 2 Croatie;
  - Belgique 3 - 2 Australie;
  - République tchèque 1 - 4 États-Unis;
  - Suisse 2 - 3 Espagne;
  - Biélorussie 2 - 3 Suède;
  - Autriche 1 - 4 Argentine.

## Lundi12 février
- Hockey sur glace, LNH : ESPN.com annonce que la LNH programmera deux matchs de la saison régulière en octobre 2007 au Millennium Dome de Londres (Angleterre). Les Kings de Los Angeles prendront part à ces rencontres ; le second club impliqué sera annoncé plus tard.

## Mardi13 février
- Ski alpin, géant féminin des Championnats du monde : en nocturne, l'Autrichienne Nicole Hosp devance la suédoise Maria Pietilä Holmner et l'Italienne Denise Karbon. Anja Pärson, déjà reine de ces championnats avec trois titres en autant d'épreuves, a chuté.

## Mercredi14 février
- Football, matches aller des seizièmes de finale de la Coupe UEFA :
  -  Girondins de Bordeaux 0-0 Osasuna Pampelune ;
  -  CSKA Moscou 0-0 Maccabi Haïfa ;
  -  Chakhtior Donetsk 1-1 AS Nancy-Lorraine ;
  -  Bayer Leverkusen 3-2 Blackburn Rovers ;
  -  Fenerbahçe 3-3 AZ Alkmaar ;
  -  Hapoël Tel-Aviv 2-1 Glasgow Rangers  ;
  -  Werder Brême 3-0 Ajax Amsterdam ;
  -  AEK Athènes 0-2 Paris SG ;
  -  Livourne Calcio 1-2 Espanyol Barcelone ;
  -  Benfica 1-0 Dinamo Bucarest .
- Hockey sur glace, finale de la Coupe de France 2006-07 : Ducs d'Angers 4-1 Image Club d'Épinal. 12 000 spectateurs étaient présents au Palais omnisports de Paris-Bercy ; C'est le nouveau record d'affluence en France pour un match de hockey.
- Ski alpin, géant masculin des Championnats du monde : le Norvégien Aksel Lund Svindal s'impose devant les Suisses Daniel Albrecht et Didier Cuche.

## Jeudi15 février
- Football, matches aller des seizièmes de finale de la Coupe UEFA :
  -  Spartak Moscou 1-1 Celta Vigo ;
  -  Steaua Bucarest 0-2 FC Séville ;
  -  Sporting Braga 1-0 Parme FC ;
  -  RC Lens 3-1 Panathinaïkos ;
  -  SV Zulte Waregem 1-3 Newcastle United .

## Vendredi16 février
- Ski alpin, slalom féminin des Championnats du monde : la Tchèque Sarka Zahrobska devance l'Autrichienne Marlies Schild et la Suédoise Anja Pärson.

## Samedi17 février
- Ski alpin, slalom masculin des Championnats du monde : l'autrichien Mario Matt devance l'Italien Manfred Moelgg et le Français Jean-Baptiste Grange.

## Dimanche18 février
- Automobile, Rallye, Championnat du monde des rallyes : le Finlandais Mikko Hirvonen remporte le rallye de Norvège, en devançant son coéquipier Marcus Grönholm et le Norvégien Henning Solberg.
- Ski alpin, Championnats du monde, épreuve par équipe : l'Autriche devance la Suède et la Suisse lors de cette dernière épreuve des championnats.
- Sport hippique: Jardy, drivé par Jean-Michel Bazire remporte le Prix de Paris. Dans le Prix Ovide Moulinet, c'est Offshore Dream (vainqueur du Prix d'Amérique), drivé par Pierre Levesque, qui l'emporte.

## Mardi20 février
- Basket-ball, matches aller des quarts de finale de l'Euroligue féminine :
  -  Spartak Moscou 58-73 BK Brno ;
  -  CJM Bourges 66-60 TEO Vilnius  ;
  -  Fenerbahçe Istanbul 69-67 RC Valence ;
  -  CSKA Moscou 75-62 MKB Sopron .
- Football, matches aller des huitièmes de finale de la Ligue des champions :
  -  Lille OSC 0-1 Manchester United ;
  -  Celtic Glasgow 0-0 Milan AC ;
  -  PSV Eindhoven 1-0 Arsenal ;
  -  Real Madrid 3-2 Bayern Munich .

## Mercredi21 février
- Football, matches aller des huitièmes de finale de la Ligue des champions :
  -  FC Porto 1-1 Chelsea ;
  -  AS Rome 0-0 Olympique lyonnais ;
  -  FC Barcelone 1-2 Liverpool FC ;
  -  Inter Milan 2-2 Valence CF .

## Jeudi22 février
- Football, matches retour des seizièmes de finale de la Coupe UEFA :
  -  Celta Vigo 2-1 Spartak Moscou ;
  -  FC Séville 1-0 Steaua Bucarest ;
  -  Parme FC 0-1 Sporting Braga  ;
  -  Panathinaïkos 0-0 RC Lens  ;
  -  Newcastle United 1-0 SV Zulte Waregem  ;
  -  Maccabi Haïfa 1-0 CSKA Moscou  ;
  -  AS Nancy-Lorraine 0-1 Chakhtior Donetsk  ;
  -  Blackburn Rovers 0-0 Bayer Leverkusen ;
  -  AZ Alkmaar 2-2 Fenerbahçe ;
  -  Paris SG 2-0 AEK Athènes  ;
  -  Dinamo Bucarest 1-2 Benfica  ;
  -  Osasuna Pampelune 1-0 ap Girondins de Bordeaux  ;
  -  Glasgow Rangers 4-0 Hapoël Tel-Aviv ;
  -  Ajax Amsterdam 3-1 Werder Brême  ;
  -  Espanyol Barcelone 2-0 Livourne Calcio .
- Ski nordique, Championnats du monde : début des compétitions à Sapporo (Japon).
  - Sprint masculin : le Norvégien Jens Arne Svartedal s'impose devant le Suédois Mats Larsson et le Norvégien Eldar Roenning.
  - Sprint féminin : la jeune Norvégienne Astrid Jacobsen s'impose devant la Slovène Petra Majdic et la Finlandaise Virpi Kuitunen.

## Vendredi23 février
- Basket-ball, matches retour des quarts de finale de l'Euroligue féminine :
  -  BK Brno 63-81 Spartak Moscou ;
  -  TEO Vilnius 54-60 CJM Bourges  ;
  -  RC Valence 71-53 Fenerbahçe Istanbul ;
  -  MKB Sopron 63-75 CSKA Moscou .
  - Un match d'appui sera nécessaire pour départager Brno et le Spartak d'une part, et Valence et Fenerbahçe d'autre part.
- Handball, , match aller des quarts de finale de la Ligue des champions :
  -  SG Flensburg-Handewitt 31-21 FC Barcelone .
- Ski nordique, Championnats du monde :
  - Ski de fond, sprint par équipe masculin : l'Italie (Cristian Zorzi et Renato Pasini) s'impose devant la Russie et la République tchèque.
  - Ski de fond, sprint par équipe féminin : la Finlande (Riitta Liisa Roponen et Virpi Kuitunen) s'impose devant l'Allemagne et la Norvège.
  - Combiné nordique : le finlandais Hannu Manninen remporte l'épreuve individuelle de combiné nordique devant le Norvégien Magnus Moan et l'Allemand Björn Kircheisen.

## Samedi24 février
- Handball, matches aller des quarts de finale de la Ligue des champions :
  -  BM Valladolid 36-36 VfL Gummersbach  ;
  -  KC Veszprém 39-36 THW Kiel  ;
  -  BM Ciudad Real 26-21 Portland San Antonio .
- Rugby à XV, troisième journée du Tournoi des six nations :
  -  Irlande 43-13  Angleterre;
  -  Écosse 17-37  Italie;
  -  France 32-21  Pays de Galles.
- Ski nordique, Championnats du monde :
  - Ski de fond, double poursuite masculine : l'Allemand Axel Teichmann remporte le titre mondial devant son compatriote Tobias Angerer et l'Italien Pietro Piller Cottrer.
  - Saut à ski, K120 : le Suisse Simon Ammann s'impose devant le Finlandais Harri Olli et le Norvégien Roar Ljøkelsøy.

## Dimanche25 février
- Football, finale de la Coupe de la Ligue anglaise : Chelsea enlève la quarante-septième édition de League Cup en remportant la finale par 2 à 1 face à Arsenal.
- Ski nordique, Championnats du monde :
  - Ski de fond, double poursuite féminine : la Russe Olga Savialova s'impose devant la Tchèque Kateřina Neumannová et la Norvégienne Kristin Stormer Steira.
  - Combiné nordique, par équipe : la Finlande s'impose devant l'Allemagne et la Norvège.
  - Saut à ski, K120 par équipe : l'Autriche remporte le titre devant la Norvège et le Japon.

## Mardi27 février
- Football, quarts de finale de la Coupe de France :
  - CS Sedan 1-1 (tab: 5-6) FC Nantes;
  - Olympique de Marseille 5-0 Vannes Olympique Club.
- Ski nordique, Championnats du monde, Ski de fond, 10 km féminin : la Tchèque Kateřina Neumannová s'impose devant la Russe Olga Savialova et l'Italienne Arianna Follis.
- Hockey sur glace, Ligue nationale de hockey, dernier jour possible pour réaliser des transferts pour la saison 2006-2007 de la LNH.

## Mercredi28 février
- Basket-ball, , quarts de finale de la Euroligue féminine (matches d'appui) :
  -  Spartak Moscou 72-59 BK Brno  ;
  -  Fenerbahçe Istanbul 80-82 RC Valence  .
- Football, Coupe de France, quarts de finale :
  - FC Montceau 1-0 RC Lens
  - FC Sochaux 2-1 Paris SG
- Ski nordique, Championnats du monde, Ski de fond, 15 km masculin : le Norvégien Lars Berger s'impose devant le Biélorusse Leanid Karneyenka et l'Allemand Tobias Angerer.

## Principaux rendez-vous sportifs du mois de février 2007
- 19 janvier au 4 février : Handball, Championnat du monde de handball masculin en Allemagne
- janvier au 4 février : bobsleigh, Championnats du monde de bobsleigh à Saint-Moritz
- 2 février : rugby à XV, 1re journée du Super 14
- 2 au 11 février : biathlon, Championnats du monde de biathlon à Rasun Anterselva
- 2 au 4 février : luge, Championnats du monde de luge à Igls
- 3-4 : rugby à XV, 1re journée du Tournoi des six nations
- 3 au 18 : ski alpin, Championnats du monde de ski alpin
- 4 février : football américain, NFL, Super Bowl XLI à Miami
- 5 au 11 février : tennis, WTA Tour, Open Gaz de France à Paris
- 8 au 11 février : basket-ball, Semaine des As 2007 à Nancy
- 9 au 11 février : tennis, 1er tour de la Coupe Davis
- 10 au 11 février : judo, Tournoi de Paris de judo
- 10-11 : rugby à XV, 2e journée du Tournoi des six nations
- 11 : moto, Enduro du Touquet
- 11 : automobile, Finale du Trophée Andros à Saint-Dié
- 9 au 11 février : rallye, Championnat du monde des rallyes 2007, Rallye de Suède
- 14 et 15 février : football, Coupe UEFA 1/16 finale aller
- 16 au 18 février : rallye, Championnat du monde des rallyes 2007, Rallye de Norvège
- 18 février : basket-ball, NBA All-Star Game à Las Vegas
- 20 et 21 février : football, Ligue des champions 1/8 finale aller
- 20 février : basket-ball, Euroligue féminine de basket-ball 2006-2007 1/4 finale aller
- 22 : football, Coupe UEFA 1/16 finale retour
- 22 février au 4 mars : ski nordique, Championnats du monde de ski nordique à Sapporo
- 22 au 25 février : golf, Championnat du monde de match-play à Tucson
- 23 février : basket-ball, Euroligue féminine de basket-ball 2006-2007 1/4 finale retour
- 24 février : rugby à XV, 3e journée du Tournoi des six nations
- 24 au 25 février : lutte, Championnat du monde de lutte gréco-romaine à Antalya